# Charlotte-Arrisoa Rafenomanjato
Charlotte-Arrisoa Rafenomanjato (1936 – 4 tháng 11 năm 2008) là một nhà văn người Malagasy chủ yếu viết bằng tiếng Pháp.

## Cuộc đời và sự nghiệp
Là con gái của một bác sĩ, bà được đào tạo như một nữ hộ sinh và y tá nhi khoa. Bà sống ở Antananarivo. Bài viết của bà bao gồm hai tập thơ và một vài truyện ngắn chưa được xuất bản.
Rafenomanjato từng là chủ tịch danh dự của Hội Nhà văn Ấn Độ Dương.
Bà qua đời tại phòng khám của các nữ tu ở Ankadifotsy vì biến chứng phổi.

## Tác phẩm được chọn[2]

### Vở kịch
- Le Prix de la Paix, đã nhận được giải thưởng Quốc tế Đài phát thanh năm 1986, được chuyển thể thành phim và được trình bày tại Liên hoan phim châu Phi ở Montreal năm 1988
- La Pécheresse, nhận giải thưởng Quốc tế Radio France năm 1987
- Le Prince de l'Etang, được dịch sang tiếng Ý và được trình bày tại Liên hoan Nhà hát châu Phi ở Ý, cũng được trình bày tại Francophone Festival in Limoges [fr]  năm 1988
- L'Oiseau de Proie, được trình bày tại Văn học Madagascan của Pháp ở Antananarivo năm 1991
- Le Troupeau, được dịch sang tiếng Anh và trình bày tại Liên hoan Sân khấu đương đại ở thành phố New York

### Tiểu thuyết
- Pétale Ecarlate (1990)
- Le Cinquième Sceau (1994)

### Tiểu luận
- La Marche de la Liberté (1992)